# Haïtiaanse Revolutie

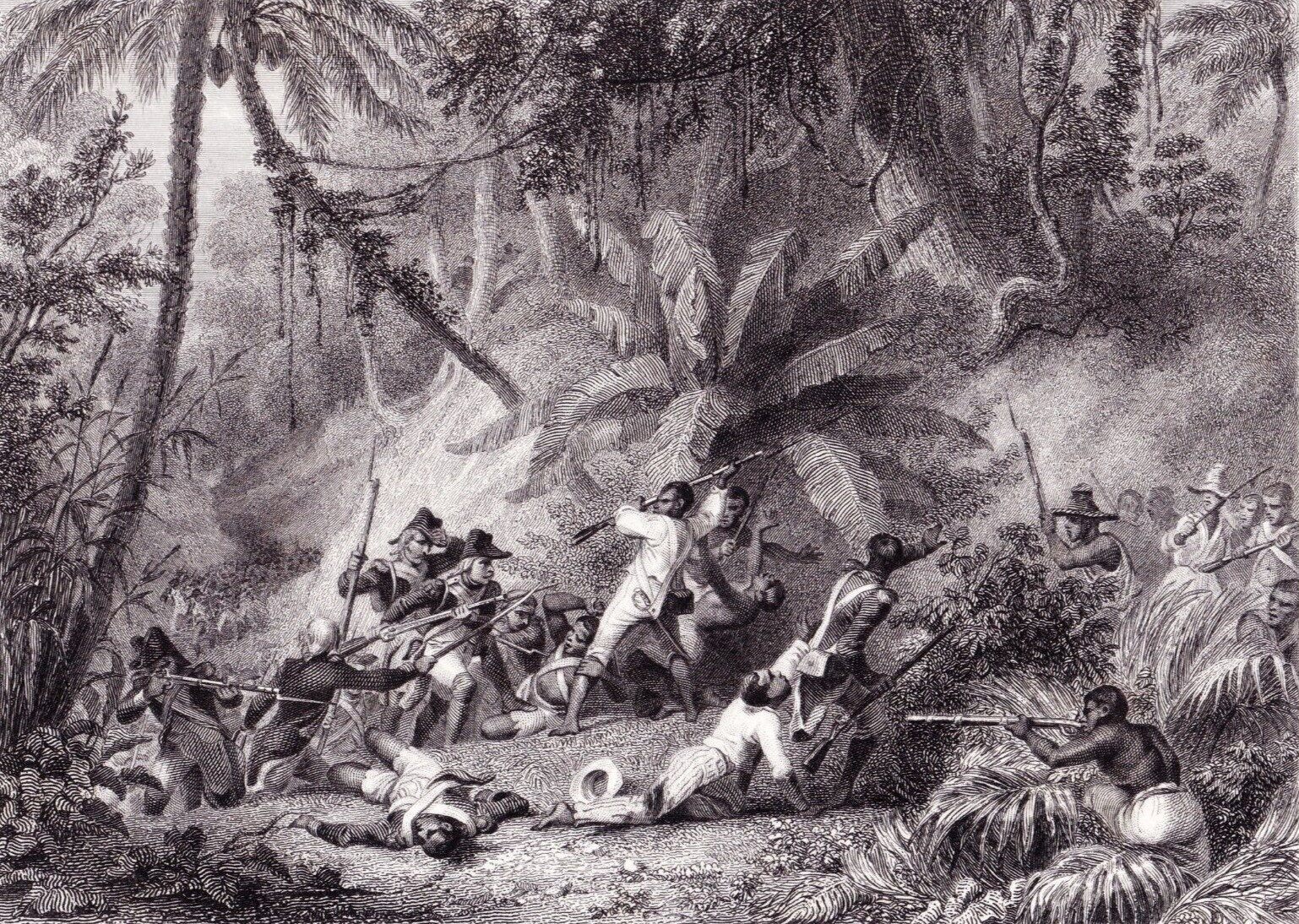
Strijd tegen het leger van Napoleon

De Haïtiaanse Revolutie (1791-1804) was een slavenopstand in de toenmalige Franse kolonie Saint-Domingue en leidde tot de vrije zwarte republiek Haïti. Hoewel deze revolutie kan worden gelinkt aan de Franse Revolutie, waren er reeds lang spanningen aanwezig en werden deze louter op scherp gesteld door de Franse Revolutie. De opstand slaagde doordat er een overmacht van vijftien keer zoveel slaven als kolonisten was en deze tot slaaf gemaakte personen bovendien het slimmer speelde dan de Fransen. Daarnaast kwamen de Fransen ook in een oorlog met Groot-Brittannië en Spanje terecht, waardoor Frankrijk oorlog op drie fronten voerde. De revolutie bestond uit twee oorlogen.

## Achtergrond

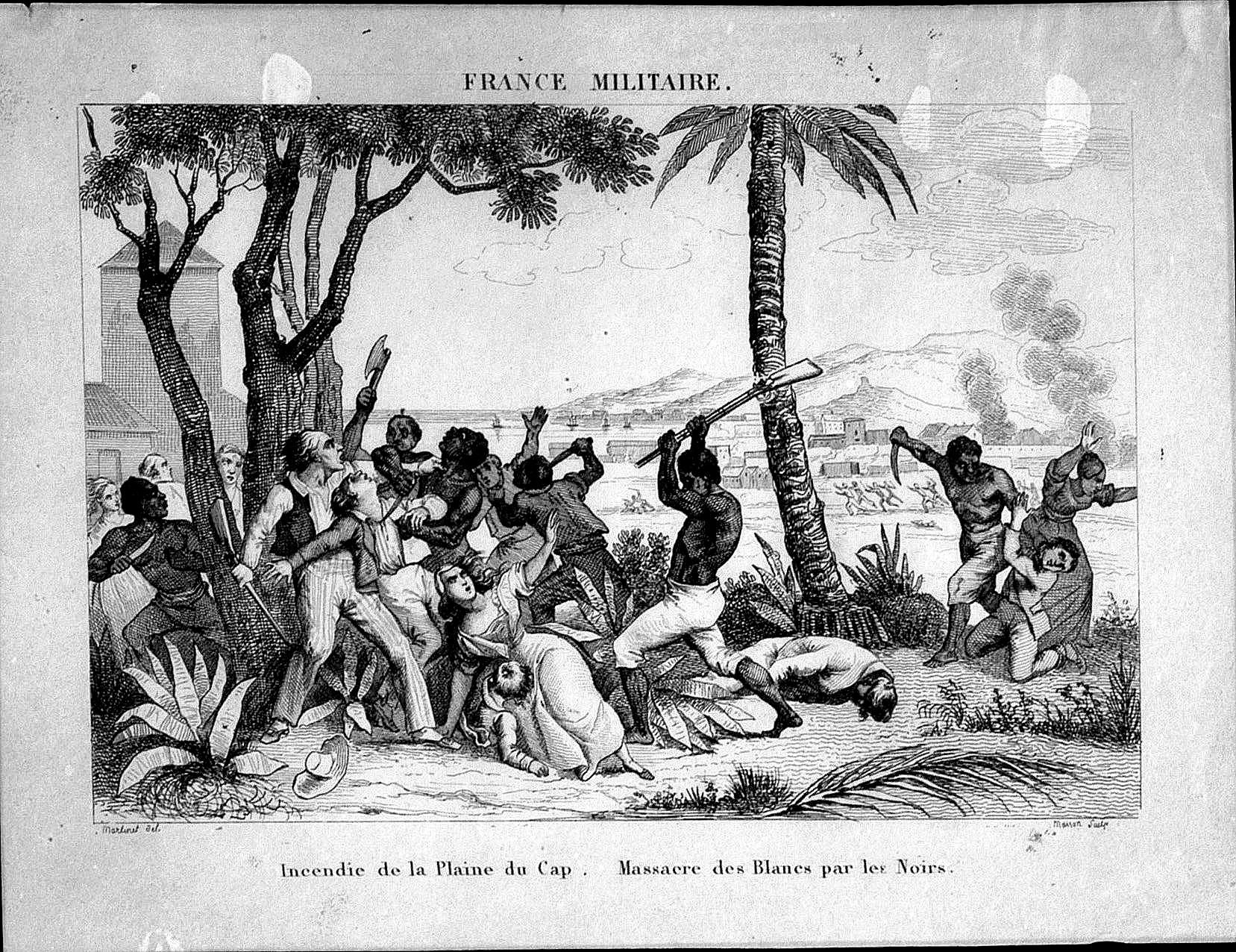
Een slavenopstand in 1791

Sinds 1659 was Saint-Domingue een Franse kolonie die het westelijke deel van het Caraïbische eiland Hispaniola besloeg. De economie van Saint-Domingue leunde grotendeels op de export van suiker en in mindere mate van andere landbouwproducten zoals koffie en cacao die door slaven op plantages werden verbouwd. Vanwege het klimaat en doordat er veel aandacht was besteed aan goede irrigatie was het halverwege de achttiende eeuw samen met Jamaica de grootste leverancier van suiker geworden. Om deze productie mogelijk te maken waren echter zoveel slaven via de Trans-Atlantische slavenhandel naar de kolonie gebracht dat het aantal slaven tien keer zo hoog was als het aantal blanke kolonisten. Dit gegeven zorgde ervoor dat de slaven extra hard werden onderdrukt en bestraft om elke mogelijke opstand in de kiem te smoren. Daarnaast was de sterfte onder slaven erg hoog met een gemiddelde levensduur van 8 jaar, onder andere door de gele koorts, maar voornamelijk door het harde arbeidsregime. Waardoor steeds nieuwe slaven geïmporteerd moesten worden. De Franse koning Lodewijk XIV had in 1685 wel de Code Noir uitgegeven, een wet die het geweld tegen slaven moest verminderen, maar deze maakte in Saint-Domingue weinig indruk.
Rond 1758 begon men de maatschappij juridisch op te delen in verschillende groepen. Je had de grand blancs, de petit blancs en de mulatres of vrije kleurlingen. Een andere groep, die bovendien hiërarchisch het laagst stond waren de slaven.
Al voordat de revolutie uitbrak waren er opstanden op verschillende plantages geweest. Mawons – ontsnapte slaven die in de bossen leefden – voerden regelmatig aanvallen op plantages uit. Van 1751 tot 1757 leidde de vodoupriester François Mackandal een grote opstand tegen de plantagehouders. Hij had een uitgebreid netwerk opgebouwd van slaven en Mawons die steeds grotere aanvallen uitvoerden en plantagehouders zouden hebben weten te vergiftigen. Volgens nieuwe inzichten waren de vergiftigingen een mythe verspreid door de planters en lag de rol van vodoupriesters als Mackandal vooral in het smeden van banden en gemeenschappen met revolutionair potentieel. Hij werd uiteindelijk gepakt en levend verbrand in de koloniale hoofdstad Cap-Haïtien. Na zijn dood gingen de aanvallen echter door. De Franse schrijver Honoré Gabriel de Riqueti vond de situatie zo dreigend dat hij schreef dat de bewoners van Saint-Domingue als het ware aan de voet van de Vesuvius leefden.

## Aanleiding
In 1789 brak de Franse Revolutie uit. De rijke suikerboeren (grand blancs) in Haïti zagen de Franse Revolutie, 1789, als een opportuniteit om meer onafhankelijkheid te verkrijgen van Frankrijk, de Fransen wilden namelijk een monopoliehandel, maar de "grand blancs" wilden hun eigen privileges uitbreiden en met meer partners handelen. De vrije kleurlingen, ook wel bekend als "mulatres" wat afgeleid is van het Spaanse woord voor muilezel, stonden hiërarchisch gezien hoger dan de zwarte bevolking, maar nog steeds lager dan de witte bevolking. Desondanks hadden ze toch mensen onder zich en wilden de Franse Revolutie gebruiken om gelijke rechten te verkrijgen voor zichzelf, maar niet voor de slaven onder hen. De "petit blancs"  tot slot zagen de Franse Revolutie als een kans om te revolteren tegen de "grand blancs" en de klassenongelijkheid, maar nog steeds tussen witte burgers. 
Door de toenemende vijandelijkheden tussen de vrije inwoners van Saint-Domingue en tussen de blanken en vrije mensen van kleur en Vincent Ogé die connecties legde met de Fransen om invloed en druk uit te oefenen voor gelijke rechten voor de vrije bevolking (revolte van Ogé), verkregen in mei 1789 vrije mensen van kleur ook de Franse burgerrechten van het Franse Nationale Assemblee, in de hoop dat de rust wederom zou terugkeren. Ogé werd echter gevangengenomen door een groep "grand blancs", gemarteld en uiteindelijk vermoord, wat ervoor zorgde dat het verzet werd stilgelegd.

## De revolutie

### Eerste oorlog
Op 14 augustus 1791 voerde de slavenleider Boukman Dutty en voodoo-priester Cécile Fatiman in Bois Caïman nabij Cap Haitiën een Vodou-ritueel uit, waarbij hij de slaven en Mawons opriep om de wapens op te nemen. Boukman was zelf een Mawon-leider en zou een van de eerste leiders van de opstand worden. In korte tijd nam het aantal opstandelingen toe tot 100.000, en vrij snel wist men de hele noordelijke regio, inclusief de hoofdstad, in te nemen. Op 4 april 1792 werd de slavernij door Frankrijk afgeschaft onder druk van de opstand zelf en mede door een Haïtiaan zijn betoog, genaamd Belley. Frankrijk verklaarde Groot-Brittannië in 1793 de oorlog. Spanje koos de kant van de Britten en Spaanse soldaten vielen vanuit hun deel van Hispaniola de kolonie binnen en sloten zich aan bij de opstandelingen.
Toussaint Louverture was een invloedrijke zwarte leider. Hij vocht eerst mee met de Spanjaarden, maar besloot later juist vóór de Fransen te gaan vechten, omdat de Spanjaarden de slavernij niet wilden afschaffen. Van de Fransen kreeg hij deze toezegging wel, waarna zijn troepen zich voor hen gingen inzetten. In 1801 riep hij min of meer de onafhankelijkheid uit en wees zichzelf aan als leider voor het leven. Hiermee zou het gebied de eerste vrije zwarte staat worden. Napoleon Bonaparte stuurde een expeditie naar het eiland onder leiding van zijn zwager Charles Leclerc. Met een list wisten ze Louverture gevangen te nemen en mee te nemen naar Frankrijk. Hij zou daar een paar maanden later in gevangenschap sterven. Zijn manschappen werden ondergebracht in het Franse leger. Hierna werd het weer een tijdje rustig in de kolonie.

### Tweede oorlog

De slag bij Vertières

Na verloop van tijd ging het gerucht de ronde doen dat de Fransen de slavernij op Guadeloupe opnieuw hadden ingevoerd en dat dit in Saint-Domingue ook zou gaan gebeuren. Jean-Jacques Dessalines, die had uitgeblonken onder Louverture, zou de strijd nu gaan leiden. In de zomer van 1803, terwijl de kolonie last had van Britse blokkades van hun grootste havens, waardoor het Franse leger steeds meer verzwakte, wist hij in korte tijd het hele noorden van Saint-Domingue te veroveren. In de slag bij Vertières wist hij de Fransen definitief te verslaan. De verslagen Fransen vroegen hulp aan de Britten, die op hun beurt bemiddelden dat Dessalines hen veilig het land zou laten verlaten mits ze voor 1 december vertrokken.

### Onafhankelijkheid
Op 1 januari 1804 riep Dessalines de onafhankelijkheid uit over het nieuw gevormde land "Haïti". Deze naam werd ooit door de oorspronkelijke bewoners, de Arowakken, gebruikt. Haïti werd hiermee het eerste postkoloniale zwarte onafhankelijke land en, na de onafhankelijkheid van de Verenigde Staten in 1776, de tweede onafhankelijke natie op het westelijk halfrond. Dessalines gaf vervolgens opdracht om alle overgebleven blanken in het land te doden, ook de vrouwen en de kinderen. Bij de slachting zouden 3.000 tot 5.000 blanken en mulatten zijn omgekomen. Later dat jaar riep Dessalines zichzelf uit tot keizer Jacob I van Haïti.

## Dwangarbeid

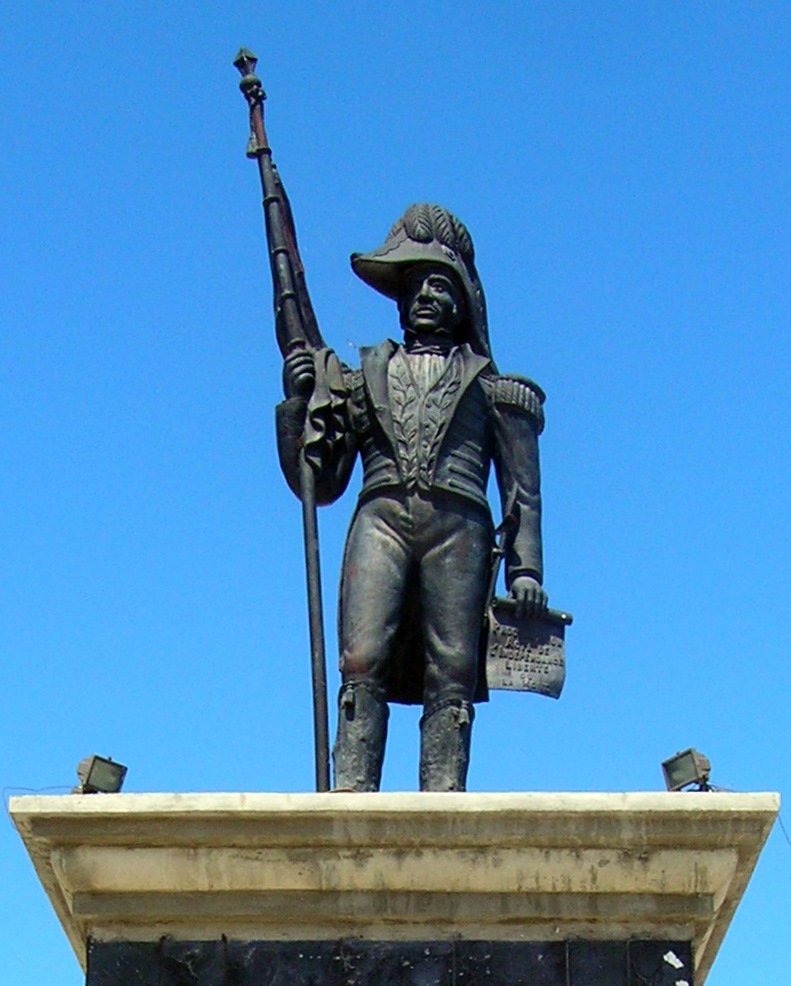
Standbeeld van Dessalines als Keizer Jacob I van Haïti

Dessalines besefte dat de economie van het land in puin lag en dat het mogelijk in de toekomst weer door Frankrijk ingelijfd zou worden. Hij besloot dat de gehele mannelijke bevolking in twee groepen ingedeeld moest worden. De ene groep ging het leger in, de andere ging weer op een plantage werken. Hiermee werd in feite de slavernij weer ingevoerd, zij het wel onder mildere omstandigheden. Er was nu een nieuwe elite ontstaan, die de Affranchi werden genoemd. Zij waren de Gens de couleur, de vroegere vrije zwarte mensen, en werden door het leger in het zadel gehouden.
In 1807 werd Henri Christophe tot president gekozen. Hij noemde zich voortaan Hendrik I van Haïti. Hij wilde het land inrichten als monarchie naar westers voorbeeld. Hij liet het paleis Sans-Souci bouwen en de citadel Laferrière. Hij vervreemdde zich van de bevolking en zou uiteindelijk zelfmoord plegen. Van 1818 tot 1843 was Jean-Pierre Boyer president van Haïti. Hij wist het land uit het internationale isolement te halen, maar de Franse regering eiste wel herstelbetalingen in ruil voor erkenning. Haïti zou tot 1947 flink moeten betalen voor deze erkenning. Boyer wist wel het Spaanse deel van het eiland te veroveren waardoor het eiland twintig jaar als geheel onder leiding van Haïti zou staan.

## Verdere gevolgen
De Haïtiaanse Revolutie heeft aan zo'n 350.000 mensen het leven gekost. Aan het begin van de revolutie waren veel blanken en vrije zwarten de kolonie ontvlucht en een groot aantal van hen vestigden zich in Louisiana en zetten daar nieuwe plantages op. Waarschijnlijk heeft Napoleon op een gegeven moment beseft dat hij Haïti niet terug kon veroveren en toen de hoop op het behoud van Louisiana ook opgegeven. In 1803 gaf hij toestemming voor de Louisiana Purchase waardoor een enorm gebied ten westen van de Mississippi in handen van de Verenigde Staten kwam en dus niet meer in handen van de Engelsen zou komen.
Door de herstelbetalingen en doordat er nieuwe troebelen ontstonden door de nieuwe machtsverhoudingen in het land is Haïti altijd arm en instabiel gebleven. Haïti wordt door sommigen aangemerkt als een van de 'mislukte staten'. Inzake de herstelbetaling was Haïti niet een uitzondering op de regel, maar was dit louter een machtsdemonstratie van het Rijke Westen ten opzichte van het Arme Zuiden. De herstelbetalingen die Frankrijk eiste in 1825 waren enorm hoog en overtroffen het bbp van Haïti, en betekenden ook een gedeeltelijk herstel van de Europese hegemonie. Verwacht werd dat als Haïti niet niet zou betalen, Frankrijk wederom de oorlog zou opstarten. De nieuwe elites van het land aanvaardden deze schadebetaling echter ook, en eerder vooral, omdat dit een enorme overdracht van eigendom aan de mulatten en de zwarte elite inhield. Men had het bovendien reeds voordien gehad over een eventuele schadevergoeding in ruil voor erkenning, op voorwaarde dat dit bedrag redelijk zou zijn. Haïti moest voor de herstelbetalingen leningen afsluiten bij banken om aan deze betalingen te kunnen voldoen. En ondanks een onderhandelde beperkte verlaging van de te betalen som was het bedrag nog steeds veel te hoog. Als de schuld voor hun erkenning en onafhankelijkheid niet zo hoog was geweest, zou de gemiddelde Haïtiaan nu zes keer rijker zijn dan het momenteel het geval is. De Verenigde Staten erkenden Haïti pas in 1862, wat aangeeft dat de westerse reacties op de bewogen en gewelddadige geschiedenis van Haïti na de onafhankelijkheid gemengd waren. Sommigen beschouwden de Haïtianen als barbaren vanwege de bloedige aard van hun revolutie en de omverwerping van het bestaande koloniale systeem. Anderen zagen het als een opmerkelijk succes van een onderdrukte bevolking die voor haar vrijheid vocht.

## Voetnoten
1. ↑  John D. Garrigus, A Secret among the Blacks. Slave Resistance before the Haitian Revolution, 2023, p. 171